# Ahmed Avtorhanov
Ahmed Avtorhanov (n. 1973 – d. 19 septembrie 2005) a fost șeful gărzii președintelui Republicii Cecene Ichkeria Aslan Mashadov.
Oficial, Rusia a pretins că Avtorhanov a fost ucis de Șamil Basaev într-o dispută asupra banilor sau ideologiei, deoarece Avtorhanov se opunea militantismului islamic practicat de Basaev și adepții săi. Insurgenții ceceni au susținut însă că Ahmed Avtorhanov a fost ucis de către ruși. 
Președintele Vladimir Putin a numit moartea lui Avtorhanov drept „un punct de cotitură”, deoarece în opinia sa Avtorhanov era ultimul lider naționalist, iar conducătorii rămași în viață ai rezistenței cecene erau islamiști radicali care nu vor primi tot atât sprijin din partea populației.
Fratele mai tânăr al lui Ahmed Avtorhanov, Zaurbek, este unul din comandanții insurgenților islamiști care luptă pentru Emiratul Caucazului.